# Rivoluzione filippina
La Rivoluzione filippina è stato un conflitto armato combattuto tra il 1896 e il 1898 tra le Filippine, diventate successivamente una Repubblica, e le autorità coloniali spagnole.
Le Filippine vennero scoperte dagli spagnoli nel XVI secolo, diventando da quel momento una delle colonie chiave dell'Impero spagnolo. La rivoluzione incominciò nel 1896 dopo la scoperta dell'organizzazione segreta del Katipunan da parte delle autorità spagnole. Il Katipunan, guidato da Andrés Bonifacio, era una società anticoloniale diffusa in molte isole dell'arcipelago, il cui intento era porre fine al dominio spagnolo e ottenere l'indipendenza filippina attraverso rivolte armate.
In una riunione di massa a Caloocan, i comandanti del Katipunan si organizzarono in un governo rivoluzionario e diedero ufficialmente inizio alla rivoluzione (il medico José Rizal, giudicato colpevole come ispiratore, venne arrestato dagli iberici seppur non facente parte dell'organizzazione). Inizialmente, Bonifacio ordinò un attacco coordinato e simultaneo alla capitale Manila: questo fallì, ma le province circostanti si unirono alla rivolta; in particolare, i ribelli di Cavite guidati da Emilio Aguinaldo vinsero le due battaglie iniziali.
Una lotta per il potere tra i rivoluzionari portò all'esecuzione di Bonifacio nel 1897 e il comando dell'organizzazione passò così ad Aguinaldo, che diede inizio al suo governo rivoluzionario. Nel medesimo anno una tregua temporanea venne ufficialmente raggiunta attraverso il Patto di Biak-na-Bato, e Aguinaldo venne esiliato a Hong Kong. Tuttavia le ostilità tra i ribelli e il governo spagnolo non cessarono ancora del tutto. Nel 1898, con lo scoppio della guerra ispano-americana in merito alla questione cubana, Aguinaldo si schierò dalla parte degli americani, fece il suo ritorno nelle Filippine e tornò a combattere contro gli spagnoli. Entro il mese di giugno dello stesso anno i ribelli conquistarono quasi tutti i territori spagnoli nell'arcipelago, con l'eccezione della capitale Manila. Emilio Aguinaldo dichiarò così l'indipendenza dalla Spagna e stabilì la nascita della prima Repubblica delle Filippine.
Aguinaldo è considerato ufficialmente il primo presidente delle Filippine, ma secondo il parere di alcuni storici filippini tale carica sarebbe dovuta spettare ad Andrés Bonifacio, perché costui fu il vero e proprio organizzatore della rivolta. Tuttavia né la Spagna né gli Stati Uniti riconobbero tale indipendenza. Il dominio dell'Impero spagnolo nelle Filippine si concluse ufficialmente con il Trattato di Parigi del 1898, nel quale gli spagnoli cedettero Filippine, Guam e Porto Rico agli Stati Uniti d'America per la somma di 20 milioni di dollari. La guerra d'indipendenza dai nuovi dominatori si trascinerà fino al 1916.

## Antecedenti

### Il dominio spagnolo
Quando la rivoluzione scoppiò nel 1896, le Filippine erano state governate dalla Spagna per 331 anni. Durante la conquista iberica dell'arcipelago nel XVI secolo, missionari europei e immigrati si trasferirono stabilmente nella nuova colonia. Gli abitanti delle isole vennero convertiti al Cristianesimo e integrati nella società.
La crescita economica e sociale del paese fu piuttosto lenta e la colonia trascorse i suoi primi anni tra costanti guerre: da una parte era necessario reprimere gli indigeni che si ribellavano ai nuovi arrivati, dall'altra bisognava difendersi anche da invasioni da parte di paesi come Paesi Bassi, Regno Unito, Portogallo e Cina. La ribellione più lunga fu quella di Dagohoy, guidata da Francisco Dagohoy e durata ben 85 anni. Nell'ultima parte del XVIII secolo, il Governatore-Generale Basco introdusse nuove riforme economiche e aprì le isole al commercio mondiale. La conseguenza di ciò fu un enorme sviluppo economico da parte di creoli (criollos) e meticci (mestizos), che rese le Filippine una delle società più ricche delle Indie Orientali. Questa nuova generazione di persone divenne la classe sociale media della colonia.

### Il Nazionalismo filippino
La rivoluzione francese del 1789 incominciò a cambiare il panorama politico dell'Europa, poiché diede fine alla monarchia assoluta in Francia. Di conseguenza ci fu la proclamazione della repubblica, con l'eliminazione delle basi economiche e sociali dell'Ancien régime. Le persone degli altri paesi europei incominciarono inoltre a chiedere lo stesso sistema politico. Nelle Filippine, questi ideali politici incominciarono a diffondersi attraverso i testi di un noto scrittore del luogo, Luis Varela Rodríguez, che cominciò a presentarsi come un filippino, invece che come uno spagnolo. Era la prima volta che qualcuno faceva tale cosa: la gente comune aveva oramai paura di combattere, dopo anni di rivolte dei nativi dell'arcipelago che però non ebbero alcun esito positivo. Con la stabilizzazione economica e politica delle Filippine, le classi medie sociali incominciarono a chiedere la nazionalizzazione delle chiese locali, attraverso il processo della secolarizzazione. In tale processo il controllo delle parrocchie passò così dagli ordini religiosi ai sacerdoti nativi delle Filippine. Gli ordini religiosi, o frati, reagirono attraverso una lotta politica con i sacerdoti.
L'Ottocento fu anche una nuova era per l'Europa: il potere della Chiesa era in declino e i frati incominciarono a spostarsi più frequentemente nelle Filippine. Con l'apertura del Canale di Suez, il viaggio tra Spagna e Filippine divenne più breve. Gli spagnoli nativi incominciarono a riversarsi nella colonia, occupando le varie posizioni del governo tradizionalmente destinate ai creoli filippini. In trecento anni di dominio spagnolo i creoli erano abituati a essere semi-autonomi e l'unico vero spagnolo nell'arcipelago risultava essere solamente il Governatore-Generale (allora costui era un capo politico, gestore della colonia). Il problema tra nativi e creoli, unito a quello della secolarizzazione, diede luogo alle insurrezioni dei creoli.

### Le insurrezioni dei creoli
Alla fine del Settecento, gli scrittori creoli (insulares, in italiano "isolani", come venivano chiamati localmente) incominciarono a diffondere gli ideali della Rivoluzione francese in tutto l'arcipelago. Allo stesso tempo, un decreto reale ordinò la secolarizzazione delle chiese filippine e molte parrocchie passarono nelle mani di sacerdoti nativi della colonia. Il processo venne interrotto con il ritorno dei Gesuiti nelle Filippine e la riconquista delle parrocchie da parte degli ordini religiosi. Un fatto che fece adirare gli insulares fu l'intromissione dei frati francescani nelle parrocchie più ricche, che prima erano sotto il controllo dei sacerdoti di Antipolo. Agli inizi dell'Ottocento, i padri Pedro Peláez e Mariano Gómez incominciarono a organizzare attività per la riconquista delle parrocchie, ma in seguito dei due leader non se ne sentì più parlare: il primo, Arcivescovo della cattedrale di Manila, morì in un terremoto, mentre il secondo si ritirò a vita privata. Il comando della rivolta passò nelle mani della generazione successiva di attivisti creoli.
Alcuni di questi furono padre José Burgos, organizzatore di manifestazioni studentesche nell'Università di Santo Tomás, e politici come Joaquín Pardo de Tavera e Jacobo Zobel. I disordini causati dalla rivolta divennero un problema ancora più grave dopo la dichiarazione d'indipendenza delle Filippine di Novales e la sua conseguente auto-incoronazione come imperatore. Nel 1872 la rivolta dei creoli culminò quando i soldati e i lavoratori dell'Arsenale di San Felipe si unirono alle insurrezioni. Essi erano guidati dal sergente La Madrid, un meticcio spagnolo. Tuttavia scambiarono i fuochi d'artificio di Quiapo per il segnale della rivolta nazionale, organizzata da tempo, cadendo così in trappola. Il governo coloniale utilizzò l'incidente per diffondere terrore nella colonia, liquidando ribelli politici e religiosi. Tra questi ultimi si ricordano il sacerdote Mariano Gómez (aveva tentato di ritirarsi a vita privata), José Burgos e Jacinto Zamora, giustiziati mediante la garrota. Questi martiri sono ricordati nella storia delle Filippine come Gomburza.

### La Solidaridad e La Liga Filipina

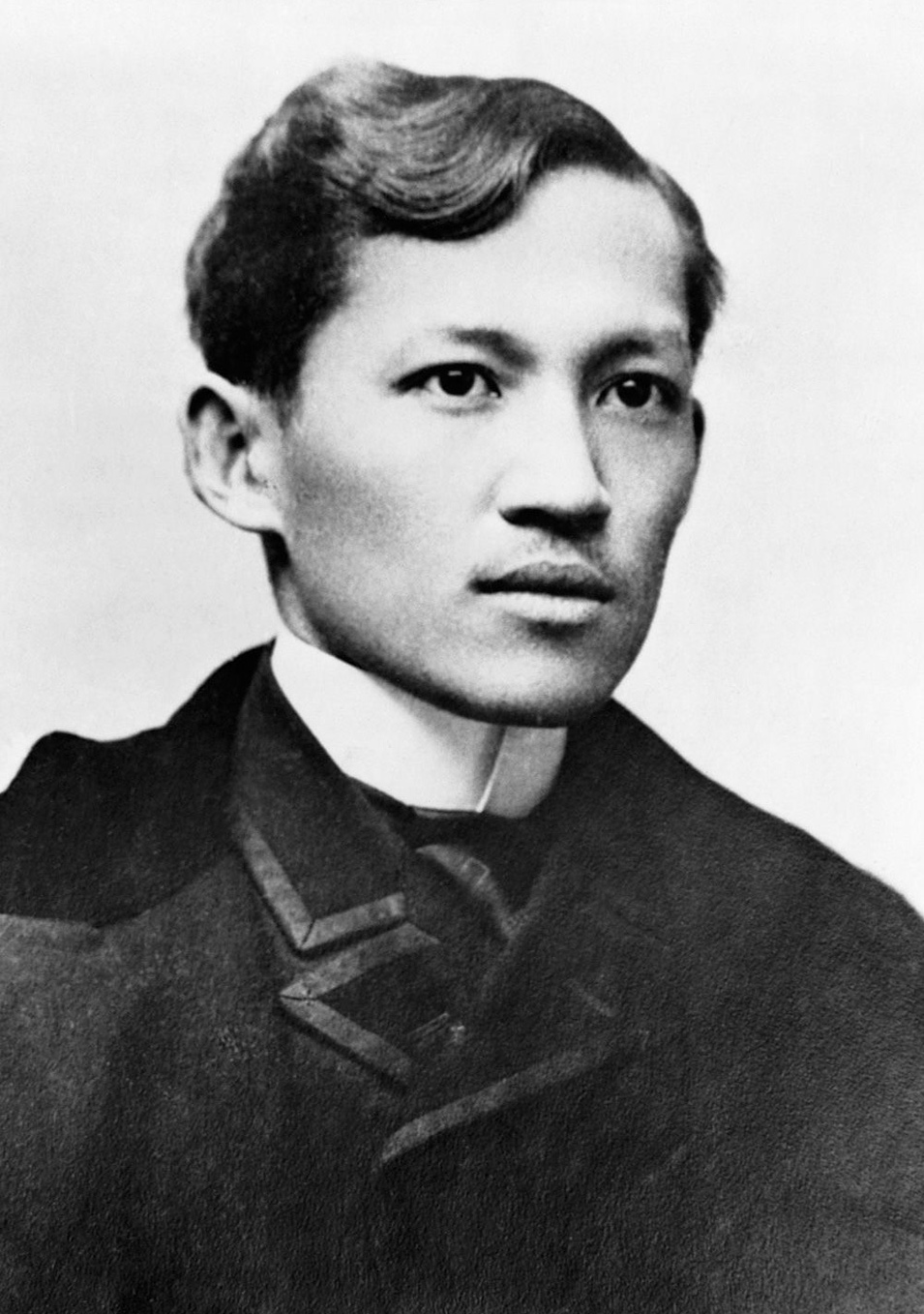
Ritratto di José Rizal

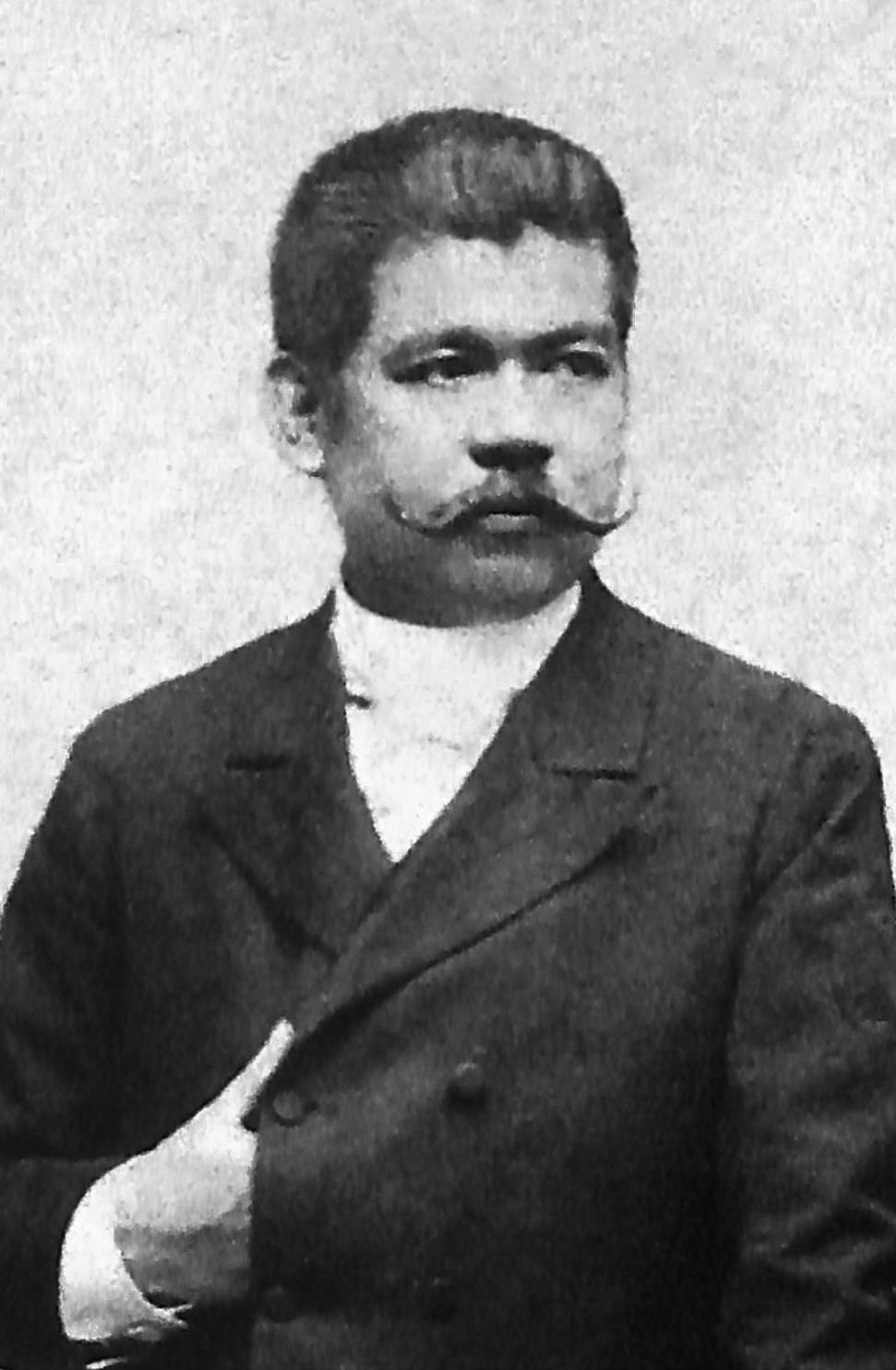
Marcelo H. del Pilar

Il Terrore del 1872, la deportazione dei creoli e dei meticci nelle isole Marianne e nell'Europa creò una colonia di emigrati filippini nel continente, in particolare a Madrid. I filippini in Europa fondarono La Solidaridad, un giornale che induceva a nuove riforme nella colonia attraverso la propaganda. Come tale, questo insieme di attivisti anti-coloniali è conosciuto anche come Movimento Propaganda.
La Solidaridad incluse la partecipazione di leader liberali spagnoli come i Morayta. Tra i pionieri del giornale c'erano Graciano López Jaena, Marcelo H. del Pilar e José Rizal. L'obiettivo del Movimento Propaganda era quello di ottenere alcune riforme per le Filippine dall'autorità spagnola, ma il governo coloniale non fece alcuna mossa. Dopo anni di pubblicazioni (1889-1895), la Solidaridad incominciò a essere a corto di fondi, senza aver realizzato alcun cambiamento concreto nell'arcipelago. José Rizal decise così di tornare nella sua terra natale e fondò La Liga Filipina, la sezione di Manila del Movimento Propaganda. Solamente pochi giorni dopo la creazione della Liga, Rizal venne arrestato dalle autorità coloniali e deportato nell'allora poco conosciuta isola di Mindanao, a Dapitan. Le attività della Liga proseguirono in sua assenza, ma infine essa si sciolse a causa delle differenze ideologiche dei suoi membri.
Le classi superiori conservatrici e favorevoli alla riforma, sotto la guida di Apolinario Mabini, istituirono il Compromisarios Cuerpo, un movimento che tentò di far rivivere La Solidaridad in Europa. Altri, membri più radicali appartenenti a classi medie o più basse, avevano fondato un nuovo gruppo anti-coloniale, il Katipunan, sotto la guida di Andrés Bonifacio.

## Il Katipunan

Una delle prime bandiere del Katipunan

Il 7 luglio 1892 Andrés Bonifacio, Deodato Arellano, Ladislao Diwa, Teodoro Plata e Valentín Díaz fondarono il Katipunan (nome ufficiale "Kataas-taasang, Kagalang-galangang Katipunan n͠g mg̃a Anak n͠g Bayan", in italiano "Suprema e Venerabile Società dei Figli della Nazione (o popolo)"). La nuova associazione anticoloniale era segreta e sosteneva l'indipendenza filippina attraverso rivolte armate contro gli spagnoli. Il gruppo era stato influenzato dalla massoneria attraverso i suoi riti e le sue organizzazioni; Bonifacio, Aguinaldo e altri membri erano a loro volta massoni.
Da Manila, il Katipunan si diffuse anche in altre regioni: Batangas, Laguna, Cavite, Bulacan, Pampanga, Tarlac, Nueva Ecija, Ilocos Sur, Ilocos Norte, Pangasinan, Bicol e Mindanao. La maggior parte dei membri, detti Katipuneros, provenivano da classi sociali medio-basse. Il Katipunan aveva un proprio sistema, proprie leggi e proprio sistema burocratico.
Al 1896 le stime dei membri della società variano da 30 000 a 400 000

### L'inizio della rivoluzione

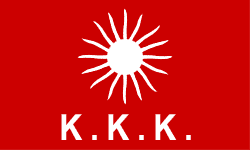
La bandiera del Katipunan di Bonifacio

L'esistenza del Katipunan divenne nota alle autorità attraverso un membro, Teodoro Patiño, il quale rivelò tutto a un sacerdote spagnolo, padre Mariano Gil. Patiño era impegnato in una disputa personale con un altro membro del KKK, Apolonio de la Cruz, e per vendetta rivelò i piani dell'associazione al religioso. Padre Gil venne portato alla redazione del giornale Diario de Manila, dove venne scoperta una pietra litografica, utilizzata per stampare documenti e ricevute della società segreta. Venne sequestrato anche un armadio, contenente un pugnale e dei documenti segreti.
Come avvenne con il Terrore più di un secolo prima, le autorità coloniali eseguirono numerosi arresti: vennero imprigionati anche alcuni degli ilustrados più noti e ricchi, tra cui José Rizal. Pur non avendo nulla a che fare con l'associazione segreta, molti dei catturati vennero giustiziati, in particolare don Francisco Roxas. Inconsapevole di quello che sarebbe successo, Bonifacio incluse le loro firme nei documenti segreti del Katipunan, sperando di ricevere da essi supporto per la rivoluzione.
Negli ultimi giorni di agosto, Bonifacio e gli altri membri del Katipunan si radunarono in massa a Caloocan, dove decisero di dare ufficialmente inizio alla rivolta nazionale armata contro la Spagna. L'evento fu caratterizzato dall'atto di strappare le loro cedulas (una sorta di carta d'identità), accompagnato di pianti patriottici. La data esatta e il luogo sono ancora oggi argomento di dibattito ma si presume che l'evento si sia svolto o il 23 agosto a Pugad Lawin o il 26 agosto a Balintawak. È per questo che esso è chiamato il pianto di Balintawak o il pianto di Pugad Lawin. Tuttavia la questione del luogo e della data venne ulteriormente complicato dopo l'aggiunta di altri possibili giorni e luoghi, come Kangkong, Bahay Toro e Pasong Tamo. Inoltre, ai tempi Balintawak non si riferiva a un luogo preciso, ma a un'area generale che include appunto i siti proposti come Kangkong.
Dopo la scoperta del tradimento di Patiño, Bonifacio inviò una circolare ai membri del Katipunan per un raduno di massa a Balintawak o Kangkong per discutere della loro situazione. L'evento è datato 19 agosto dallo storico Teodoro Agoncillo e 22 agosto dal leader rivoluzionario Santiago Alvarez.
Il 21 agosto i Katipuneros erano già riuniti a Balintawak, Caloocan. A tarda sera, tra la pioggia, i ribelli si spostarono a Kangkong, arrivando dopo mezzanotte. Per precauzione, gli attivisti si recarono poi a Bahay Toro o Pugad Lawin il 23 agosto.
È qui che secondo Agoncillo si verificò il Pianto di Balintawak, nei paraggi della casa di Juan Ramos a Pugad Lawin. Secondo Alvarez, invece, i Katipuneros si recarono presso la casa di Melchora Aquino (nota anche come Tandang Sora e madre di Juan Ramos) a Bahay Toro lo stesso giorno. Secondo Agoncillo la residenza di Tandang Sora si trovava a Pasong Tamo e i ribelli si radunarono lì il 24 agosto. In ogni caso, i Katipuneros continuarono a riunirsi e al 24 agosto erano già oltre in mille.
Lo stesso giorno gli attivisti decisero di informare i consigli del Katipunan delle città circostanti che un attacco alla capitale Manila si sarebbe svolto il 29 agosto. Bonifacio ordinò ai generali di condurre le forze ribelli nella capitale. Prima dello scoppio delle ostilità, Bonifacio organizzò anche il governo del Katipunan, con lui in qualità di Presidente e il Consiglio Supremo ad assisterlo.
La mattina del 25 agosto i ribelli subirono però l'attacco delle forze spagnole; i ribelli erano in numero maggiore, ma gli spagnoli erano meglio armati. Dopo una breve schermaglia le due fazioni si ritrovarono entrambe con dei feriti. Un nuovo scontro avvenne il giorno dopo, e questa volta i Katipuneros furono costretti a ritirarsi verso Balara. Verso mezzogiorno, Bonifacio e alcuni dei suoi uomini riposarono brevemente a Diliman. Nel pomeriggio alcune guardie civili vennero inviate a Caloocan per investigare su dei presunti attacchi subiti da alcuni mercanti cinesi e sul loro percorso incontrarono i ribelli, dando vita anche a un breve combattimento. I comandante delle guardie riferì il tutto al comandante-generale Ramón Blanco, costringendolo a preparare le truppe per l'inizio delle ostilità.
Dal 27 al 28 agosto, Bonifacio e i Katipuneros si spostarono da Balara al Monte Balabak a Hagdang Bato, Mandaluyong. Il raduno era stato organizzato per coordinare l'attacco a Manila del giorno dopo. Bonifacio rilasciò la seguente dichiarazione:
Questo manifesto è per tutti voi. È assolutamente necessario per noi fermare al più presto possibile le opposizioni contro i figli della nazione che oggi soffrono brutali punizioni e torture nei carceri, e per questo lasciate sapere a tutti i fratelli che sabato, il 29 del mese corrente, la rivoluzione avrà inizio secondo il nostro accordo. A tal fine, è necessario che tutte le città si rivoltino simultaneamente e che attacchino Manila contemporaneamente. Chiunque ostacoli questo sacro ideale del popolo sarà considerato un traditore e un nemico, tranne se è malato; o non idoneo fisicamente, nel caso dovrà essere giudicato in base ai regolamenti che abbiamo messo in vigore.
Monte della Libertà, 28 agosto 1896 - ANDRES BONIFACIO
La visione convenzionale tra gli storici filippini è che Bonifacio non guidò l'attacco pianificato a Manila ma attaccò invece una polveriera a San Juan del Monte. Tuttavia, studi più recenti hanno avanzato l'ipotesi che tutto ciò fosse solo parte di un piano più grande. Secondo tali teorie, infatti, l'attacco a San Juan del Monte (ora chiamato "Battaglia di Pinaglabanan") era parte di un progetto più grande - una "battaglia per Manila" che però non è ancora riconosciuta come tale.

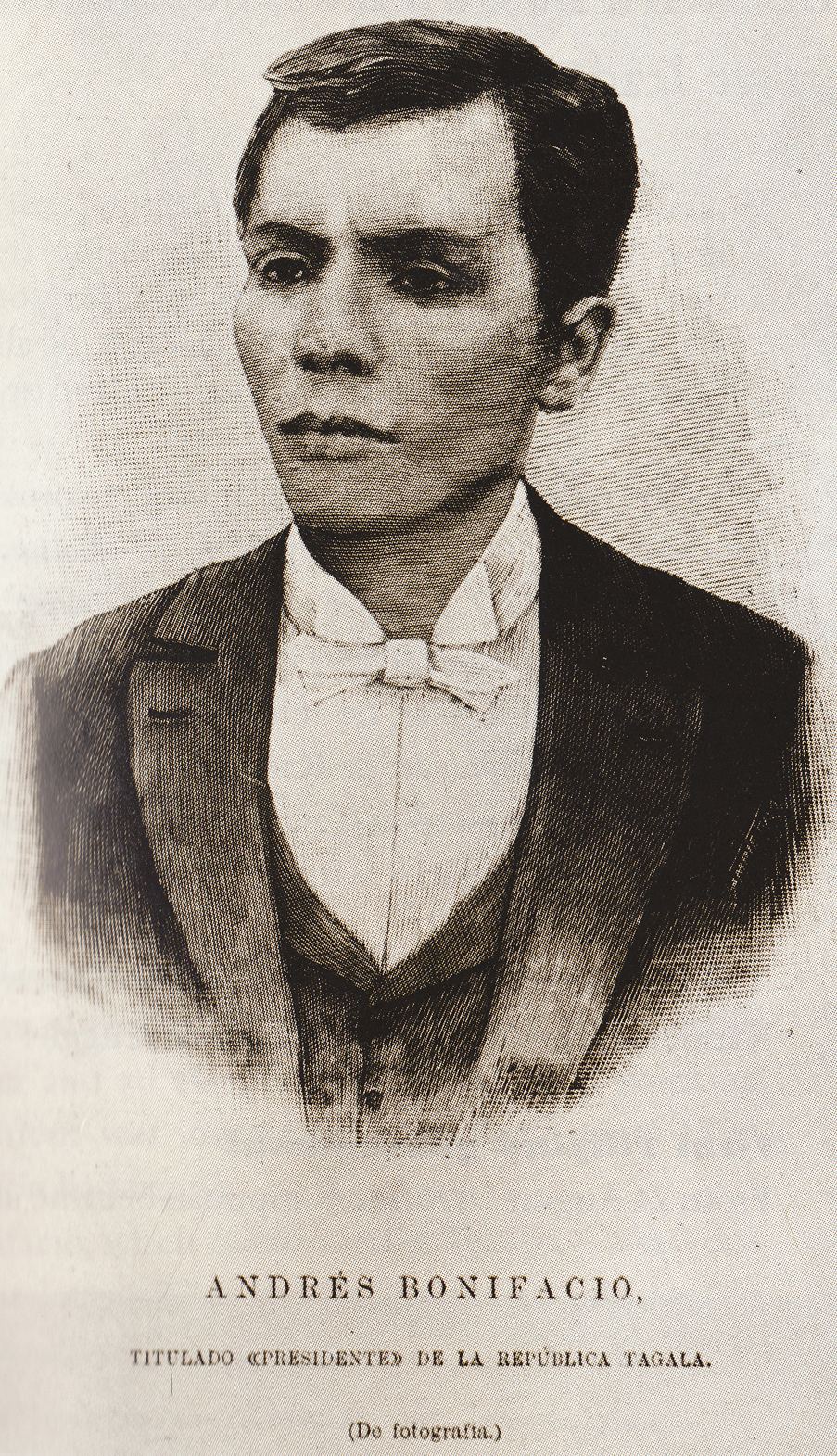
Ritratto di Andrés Bonifacio

Le ostilità nell'area ebbero inizio la sera del 29 agosto, quando centinaia di ribelli attaccarono un presidio della Guardia Civile a Pasig, così come altri rivoluzionari, guidati personalmente dallo stesso Bonifacio, attaccarono ore dopo il giorno seguente. Bonifacio pianificò l'assedio alla polveriera assieme a un attacco a una stazione idrica che riforniva la capitale. Gli spagnoli si difesero in inferiorità numerica sino all'arrivo dei rinforzi. Una volta giunti i rinforzi, gli spagnoli ricacciarono le forze ribelli, con delle pesanti perdite. Altre rivolte scoppiarono a Sampaloc, Sta. Ana, Pandacan, Pateros, Marikina, Caloocan, Makati e Tagig. Il conflitto a Caloocan fu molto duro. Le truppe rivoluzionarie tesero a gravitare verso San Juan del Monte e Sampaloc Nel sud della capitale, circa un migliaio di Katipuneros attaccarono un piccolo esercito di guardie, mentre a Pandacan i ribelli assediarono una chiesa parrocchiale.
Dopo la sconfitta di San Juan del Monte, le truppe di Bonifacio si raggrupparono nei pressi di Marikina, San Mateo e Montalbán, incominciando ad attaccare le tre regioni. Riuscirono a prenderne il controllo ma al contrattacco degli spagnoli vennero nuovamente spinti indietro e furono costretti a ritirarsi a Balara. Lungo la strada Bonifacio venne quasi ucciso dopo aver tentato di proteggere Emilio Jacinto da una pallottola nemica. Nonostante le sconfitte il presidente supremo del KKK era ancora considerato una minaccia.
A nord di Manila, nella regione di Cavite le città di San Francisco de Malabon, Noveleta e Kawit si sollevarono. Nella regione di Nueva Ecija, i ribelli di San Isidro guidati da Mariano Llanera attaccarono la guarnigione spagnola dal 2 al 4 settembre, ma vennero respinti.
Al 30 agosto la rivolta si era diffusa in otto regioni: Manila, Bulacan, Cavite, Pampanga, Bataan, Laguna, Batangas, e Nueva Ecija. In questa data, il Governatore-Generale Blanco dichiarò ufficialmente guerra e mise le località sotto la legge marziale. Le zone interessate sono attualmente rappresentate nella bandiera filippina come gli otto raggi del sole.
Pur essendo numerosi, le armi da fuoco scarseggiavano: la maggior parte dei Katipuneros possedeva solamente coltelli di Bolo e lance di bambù. Questo è considerato uno dei possibili motivi per cui l'attacco di Manila non si concretizzò. Oltre a ciò, non vi fu una particolare collaborazione da parte dei Katipuneros di Cavite. Essi non inviarono nessun rinforzo a Manila, ma decisero di far di testa propria, combattendo solo nella propria città. Secondo alcuni storici la sconfitta di Manila fu proprio in parte dovuta all'assenza delle forze di Cavite, in quanto il loro contributo sarebbe stato sicuramente d'aiuto a Bonifacio. I leader ribelli di Cavite giustificarono tale assenza dichiarando che Bonifacio fallì nell'eseguire segnali di avvio della rivolta. Tuttavia queste affermazioni sono state respinte come "mitologia storica" dagli storici filippini; secondo questi ultimi, se fossero stati veramente in attesa di un segnale prima di marciare verso Manila, sarebbero arrivati "troppo tardi per la mischia". L'ordine di Bonifacio di un attacco simultaneo fu interpretato come la prova che i segnali di avvio della rivolta non vennero mai fatti. Un altro motivo della sconfitta fu la scoperta dei suoi piani da parte delle forze spagnole. Probabilmente sui documenti segreti scoperti da padre Gil erano descritti i piani di battaglia dell'intero gruppo. Gli spagnoli concentrarono le loro forze a Manila, inviando anche qualche truppa nelle province (ciò si rivelò vantaggioso per i ribelli di altre zone, in particolare Cavite). Gli spagnoli anticiparono anche la defezione di massa di 500 soldati indigeni, trasferendo il loro reggimento a Marawi, Mindanao, dove in seguito si ribellarono.

### Esecuzione di José Rizal

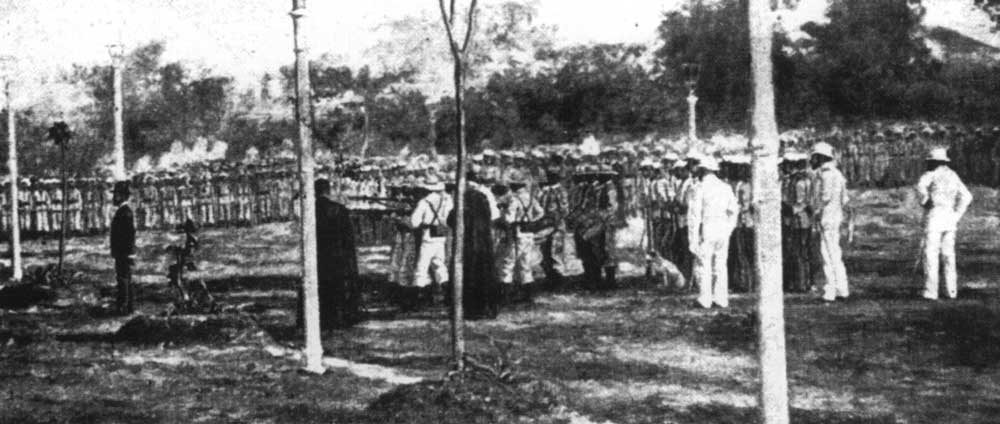
L'esecuzione di Rizal in una fotografia originale

Quando la rivoluzione scoppiò Rizal era in esilio a Dapitan, e si era appena offerto per servire come medico a Cuba, dove era in corso una rivoluzione simile. Invece di portarlo a Barcellona per poi andare a Cuba, la nave su cui salì, che era sotto il comando degli spagnoli, lo portò nella capitale Manila, dove venne imprigionato al Fort Santiago. Lì scrisse la sua ultima opera letteraria, Mi Último Adiós, in attesa della sua esecuzione avvenuta il 30 dicembre 1896 dopo un processo militare. Anche se era opposto al Katipunan le sue gesta e i suoi scritti furono un'ulteriore ispirazione per la rivoluzione. La sua morte provocò la rabbia dei filippini e la rivolta di Bonifacio si intensificò.

### Rivoluzione nel Cavite
Entro il mese di dicembre le autorità spagnole individuarono tre nuclei di ribellione fondamentali: Cavite (sotto il comando di Emilio Aguinaldo e altri attivisti), Bulacan (sotto il comando di Mariano Llanera) e Morong (l'odierna regione di Rizal, con il comando di Bonifacio). Bonifacio fece da tattico per i guerriglieri ribelli, anche se le sconfitte da lui subite macchiarono in parte la sua grande reputazione.
Nel Cavite i Katipuneros di Mariano Álvarez e Baldomero Aguinaldo vinsero alcune battaglie. Edilberto Evangelista pianificò la difesa e la logistica dei rivoluzionari nel Cavite. Nella Battaglia di Imus, avvenuta il 1º settembre 1896, i rivoluzionari filippini sconfissero l'esercito spagnolo, comandato a sua volta dal generale Ernesto Aguirre e da Jose Tagle. Con questa vittoria i rivoluzionari guadagnarono prestigio, cosicché Aguinaldo proclamò la nascita di un governo provvisorio.
I membri del Katipunan nel Cavite erano divisi in due fazioni: i Magdiwang e i Magdalo. Inizialmente le due fazioni cooperarono tra loro durante le battaglie contro gli spagnoli, tuttavia emersero ben presto le rivalità. I leader dei Magdiwang chiamarono Aguinaldo, capo dell'altra fazione, in modo da appianare i conflitti. Nel frattempo gli spagnoli riuscirono a riprendere l'iniziativa.

### Convenzione di Tejeros
Il 31 dicembre 1896 si tenne a Imus un'assemblea con la quale le due fazioni dovevano decidere se tenere in vita il movimento katipunan o rimpiazzarlo con un vero governo rivoluzionario, tuttavia la discussione si risolse in un nulla di fatto.
Il 22 marzo 1897 si tenne a Tjeros un nuovo incontro tra i membri del Katipunan nel quale si svolse una sorta di elezione presidenziale. Con solo 256 votanti, vincitore della contesa fu Emilio Aguinaldo della fazione Magdalo.

### Esecuzione di Andrés Bonifacio
Dopo aver perso le elezioni presidenziali, Andrés Bonifacio, insieme con le sue truppe, spostò il quartier generale a Naic, dove fondò un governo ostile a quello di Aguinaldo. A seguito del tentato colpo di Stato, Aguinaldo ordinò l'arresto di Bonifacio. Andrés Bonifacio, insieme con il fratello Procopio, fu catturato verso la fine del mese di aprile e, il successivo 10 maggio, venne giustiziato.

### Repubblica di Biak-na-Bato
Nella primavera del 1897 le truppe governative ripresero l'offensiva e riuscirono a riconquistare gran parte del Cavite facilitata anche dalla lotta tra le due fazioni dato che i ribelli rimasti fedeli a Bonifacio non prestarono soccorso ad Aguinaldo. Nel frattempo Aguinaldo si ritirò a Biak-na-Bato, nel Bulacan, dove fondò l'omonima repubblica.
Il nuovo governatore spagnolo Fernando Primo de Rivera capì che non poteva fermare la ribellione, così mandò un suo emissario per negoziare la tregua che sfociò nel Patto di Biak-na-Bato con il quale i ribelli deponeano le armi dietro una forte somma di denaro. Alla fine di dicembre Aguinaldo e i suoi uomini partirono dalle Filippine e ripararono a Hong Kong

### Battaglia di Kakarong de Sili
Il Patto di Biak-na-Bato non segnò la fine della rivoluzione, infatti lo stesso Aguinaldo era convinto che gli spagnoli non avrebbero rispettato i patti.
Molti rivoluzionari non erano disposti ad accettare alcun compromesso con le autorità coloniali e continuarono la lotta armata. Il 1º gennaio 1897 circa seicento truppe spagnole, comandate da José Olaguer-Feliú, riuscirono ad annientare la Repubblica di Kakarong de Sili, formata pochi mesi prima a Pandi, dove perirono oltre mille katipuneros.

## Guerra Ispano-Americana
Domata almeno apparentemente la rivolta nelle Filippine, all'inizio del 1898 la Spagna era impegnata a soffocare la sollevazione di Cuba. Nel febbraio dello stesso anno venne affondata, al largo de L'Avana, una nave militare statunitense. Questo evento provocò l'immediata dichiarazione di guerra da parte nordamericana e l'invio di una flotta di sette navi statunitensi, con a capo il comandante George Dewey. Al largo della Baia di Manila venne ingaggiata la battaglia tra le due flotte, dove quella spagnola fu completamente distrutta.
Il 7 maggio arrivò a Hong Kong la notizia della vittoria di George Dewey. Il 17 maggio Aguinaldo partì a bordo della nave McCulloch. Giunto nelle Filippine il 19 maggio Aguinaldo divenne nuovamente il comandante delle truppe rivoluzionarie e, il 28 maggio, riuscì a sconfiggere gli spagnoli nella Battaglia di Cavite. I giorni successivi gran parte del territorio del Luzon fu liberato e Manila, ancora in mano spagnola, rimaneva isolata. Il 23 luglio 1898 Aguinaldo formò il governo rivoluzionario delle Filippine.
Manila capitolava in mani statunitensi il 13 agosto, dopo una breve battaglia. Alcuni giorni dopo, il 15 settembre, il governo rivoluzionario filippino si insediò a Malolos. Il governo rivoluzionario di Malolos, formato soprattutto dalla classe medio-alta filippina, fu impegnato a redigere la costituzione, che venne approvata il 21 gennaio 1899. Primo presidente fu Emilio Aguinaldo.

## Guerra Filippino-Americana
Il 4 febbraio 1899, nei pressi di Manila, ci fu una battaglia tra le forze statunitensi e filippine. Fu l'inizio della guerra tra gli ex alleati. Benché non riconosciuta formalmente come indipendente, la Prima Repubblica filippina rifiutò i termini di pace del Trattato di Parigi e dichiarò guerra agli Stati Uniti il 4 giugno 1899. La ribellione si prolungò per alcuni anni. Il 16 aprile 1902 il generale Miguel Malvar si arrese alle truppe statunitensi, così l'arcipelago filippino fu pacificato sotto la dominazione nordamericana. Le Filippine ottennero la piena indipendenza nel 1945.